# Pasquale Stanislao Mancini

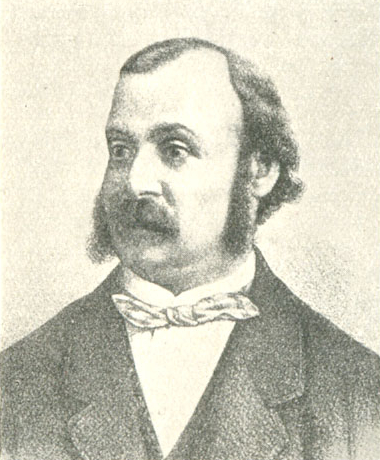
Pasquale Stanislao Mancini, Datierung unbekannt

Pasquale Stanislao Mancini (* 17. März 1817 in Castel Baronia, Provinz Avellino; † 26. Dezember 1888 in Neapel), selten auch Pascal Mancini, war ein italienischer Jurist, Journalist und Politiker, der dem in Neapel ansässigen Zweig der italienischen Adelsfamilie Mancini entstammte. Er wirkte als Professor an den Universitäten Turin und Rom und gehörte mehreren italienischen Regierungen als Minister für verschiedene Geschäftsbereiche an. Darüber hinaus war er Mitbegründer des Institut de Droit international sowie dessen erster Präsident. Er trug damit zur Entstehung des modernen Völkerrechts bei und gilt außerdem als wichtige politische Persönlichkeit des Risorgimento, der Bewegung für einen unabhängigen und vereinten italienischen Nationalstaat im 19. Jahrhundert.

## Leben

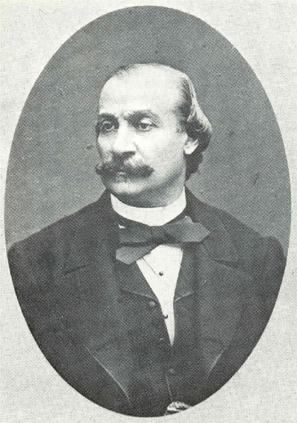
Pasquale Stanislao Mancini, Datierung unbekannt

Pasquale Stanislao Mancini wurde 1817 in der Provinz Avellino geboren und wuchs in einer wohlhabenden, politisch nicht interessierten streng katholischen Familie auf. Mit 15 Jahren zog er zur weiteren Ausbildung zu einem Onkel mütterlicherseits nach Neapel. Dieser war ein liberaler, künstlerisch interessierter Freigeist, von Beruf Rechtsanwalt, der den Jüngling prägte. Er ermutigte Mancini, eigene Interessen zu entwickeln und sich im Journalismus, in der Poesie und der Musik zu versuchen. Nach dem Besuch eines Gymnasiums studierte Mancini an der Universität Neapel Rechtswissenschaften, nebenher veröffentlichte er 1836 seinen ersten Gedichtband.
1840 heiratete er gegen den Willen seiner Familie die Dichterin Laura Beatrice Oliva, die in den folgenden Jahren einen liberalen literarischen Salon führte. Das Paar hatte insgesamt fünf Kinder. Ihre gemeinsame Tochter Grazia Pierantoni-Mancini, wie ihre Mutter eine Dichterin und Schriftstellerin, war verheiratet mit dem Juristen Augusto Pierantoni, der ebenfalls an der Gründung des Institut de Droit international beteiligt war. Ein Freund der Familie war der deutsche Maler Karl Friedrich Fries, dem Laura Beatrice oft Modell stand.

## Journalistische und wissenschaftliche Tätigkeit
1838 wurde Mancini Eigentümer und Herausgeber der 1835 gegründeten Zeitschrift Le Ore solitarie (Einsame Stunden), die bis 1842 unregelmäßig, ab da 14-täglich erschien und Beiträge zu juristischen, wirtschaftlichen, kulturellen sowie geisteswissenschaftlichen Themen veröffentlichte und dabei alltagstaugliche Ratschläge mit einem Überblick über die Entwicklungen in den verschiedenen Staaten der Halbinsel verband. Allmählich erweiterte die Zeitschrift ihr Themenspektrum auch um Fragen der Statistik, der Bildung, der Medizin, der Physik oder der Landwirtschaft und ihren Autorenkreis, wodurch sie schließlich bis 1848 zur wichtigsten Zeitschrift Neapels und des ganzen Königreiches beider Sizilien wurde.
Aus Neapel zunächst mit der Absicht geflohen, ins Exil nach Frankreich zu gehen, bestimmte ihn die Berufung zum Professor für internationales Recht an der Universität Turin und zum Erzieher des Kronprinzen von Humbert, des späteren Königs von Italien, sich dort niederzulassen. Ab 1872 war er Professor an der Universität Rom und beschäftigte sich vorwiegend mit Fragen des Völkerrechts und der zwischenstaatlichen Konfliktlösung. Im September 1873 war er als einer von elf Juristen aus verschiedenen Ländern an der Gründung des Institut de Droit international (Institut für Völkerrecht) beteiligt und wurde dessen erster Präsident. Ab 1884 war er führend an der Erarbeitung der Enciclopedia Giuridica Italiana beteiligt, einer Spezialenzyklopädie zum damaligen italienischen Rechtssystem.

## Politische Karriere
Durch Reisen in andere Teile Italiens gelangte Mancini schrittweise zu der Auffassung, dass weder seine Heimat als größter italienischer Staat noch der Kirchenstaat des Papstes zur Führung im italienischen Einigungsprozess berufen seien, sondern das politisch schon relativ liberale und wirtschaftlich-gesellschaftlich fortgeschrittene Sardinien-Piemont. Nach dem Ausbruch der 1848er Revolution wurde er für seine Heimatregion im Januar Abgeordneter im erstmals gewählten Parlament in Neapel bis zu dessen Auflösung im April und vertrat dort entschieden liberale Positionen, so beispielsweise in der Verteidigung der Parlamentsrechte gegenüber dem König. Ihm wurde mehrfach ein Ministeramt angeboten, was er jedoch ablehnte. Andererseits versuchte er vergeblich, den König Ferdinand II. zu energischeren Kriegsanstrengungen gegen Österreich in Oberitalien zu bewegen. Nach dem Sieg der Reaktion in Neapel übernahm er zunächst die Verteidigung politischer Gefangener aus dem liberalen Lager, oft bisheriger Abgeordneten-Kollegen, floh dann jedoch im September 1849 unter dem Druck einer drohenden Inhaftierung nach Sardinien-Piemont. In Abwesenheit wurde er zu 25 Jahren Gefängnis verurteilt.
Ab 1860 gehörte er, wiederum als Deputierter für den Wahlkreis Ariano Irpino, dem italienischen Parlament an. Im Zuge der Einigung Italiens wurde er in diesem Jahr als Verwalter des Justizwesens nach Neapel entsandt, wo er die Rechtsvereinheitlichung mit dem Norden durchführte, das Konkordat kündigte und Eigentum kirchlicher Institutionen zugunsten des Staates einzog. Zwei Jahre später fungierte er für vier Wochen als Minister für Bildung im ersten Kabinett von Urbano Rattazzi und setzte sich für die Abschaffung der Todesstrafe ein. Sein Nachfolger in diesem Amt wurde Carlo Matteucci.
Im März 1876 kehrte er in die nationale Politik zurück, als er unter Ministerpräsident Agostino Depretis Justiz- und Kultusminister wurde. Aufgrund seiner liberalen Überzeugungen setzte er während seiner zweijährigen Amtszeit unter anderem eine Ausweitung der Pressefreiheit, ein neues Strafgesetzbuch, ein Gesetz über den obligatorischen Unterricht sowie die Abschaffung des Kirchenzehnten und der Haftstrafen für Schuldner durch. Nach seinem Rückzug aus dem Ministeramt im März 1878 war er als Anwalt tätig. 1881 wandte er sich erneut der Politik zu, als nach dem Rücktritt von Ministerpräsident Benedetto Cairoli erneut Agostino Depretis die Regierung übernahm. Infolgedessen war Pasquale Stanislao Mancini von Mai 1881 bis Oktober 1885 italienischer Außenminister. Obwohl er ein Bündnis Italiens mit Österreich und Deutschland zunächst nicht explizit unterstützte, begleitete er König Humbert I. nach Wien zu den Verhandlungen, die im Mai 1882 zur Vereinbarung des Dreibundes führten. Nach als indiskret bewerteten öffentlichen Äußerungen zum Dreibund und aufgrund der Ablehnung der von ihm eingeleiteten italienischen Kolonialpolitik trat er im Juni 1885 zurück. Sein Nachfolger im Amt des Außenministers wurde Carlo Felice Nicolis Robilant. 1887 wurde er assoziiertes Mitglied der Königlichen Akademie von Belgien.
In der italienischen Hauptstadt Rom, in Neapel, Turin und Avellino tragen heute Straßen seinen Namen Via Pasquale Stanislao Mancini.

## Werke (Auswahl)

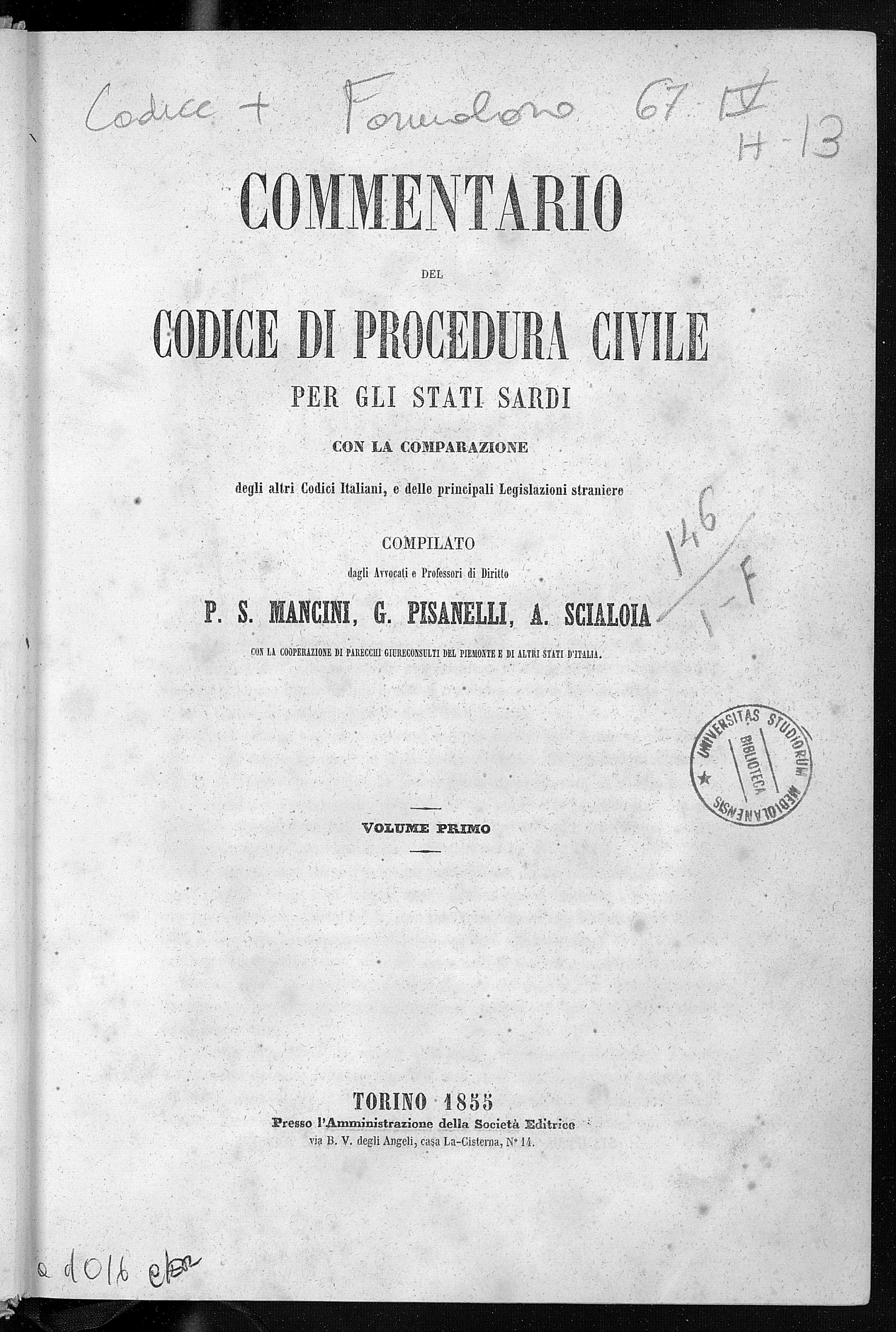
Commentario del Codice di procedura civile per gli Stati sardi, 1855

- Della nazionalita come fondamento del dritto delle genti prelezione al corso di dritto internazionale e marittimo. Turin 1851
- Commentario del Codice di procedura civile per gli Stati sardi. UTET, Torino 1855 (italienisch, beic.it).
- Processo per diffamazione contro il giornale Il Fischietto tribunale correzionale di Torino. Genua 1855
- Per l’Abolizione della Pena di Morte. Turin 1865
- Diritto internazionale: prelezioni con un saggio sul Machiavelli. Neapel 1873
- Sommi Lineamenti di una Storia Ideale della Penalità. Rom 1874
- Della Vocazione del nostro Secolo per la Riforma e la Codificazione del Diritto delle Genti, e per l’Ordinamento di una Giustizia internazionale. Rom 1874
- Enciclopedia Giuridica Italiana. Mailand, 1884–1892
- Discorsi Parlamentari. Rom 1893–1897
- Impressioni di un viaggio campestre (Gedichte) Neapel, 1836
- Zeitschrift Le Ore solitarie (Neapel, 1838 bis 1847)
- Zeitungen L’Indipendente und L’Eco della Libertà (kurzzeitig, Neapel, 1848)
- Incerti voli (Jugendgedichte, postum 1904)
- Senza amore (Gedichte, postum 1904)